# Левкович, Василий Михайлович
Василий Михайлович Левкович («Вороной») (6 февраля, 1920, Старый Люблинец, Любачувский повят, Польша — 13 декабря 2012, Львов, Украина) — украинский националистический деятель периода Второй Мировой войны. Полковник УПА. Второй командир военного округа «Буг», входившего в состав УПА-Запад.

## Биография
Родился 6 февраля 1920 в селе Старый Люблинец Львовского воеводства (теперь Подкарпатское воеводство, Польша). В 1938 году вступил в ОУН.
В 1941 году, после нападения Германии на СССР, вошел в состав походной группы ОУН под руководством Емельяна Грабця.
В июле-сентябре 1941 г. Левкович работал инструктором окружной милиции в Ровенской области, затем до августа 1942 был заместителем коменданта вспомогательной полиции в селе Верба, потом — комендантом шуцполиции в Дубно. В конце лета 1942 г. стал заместителем организационного референта Дубновского окружного провода ОУН.
С 17 марта 1943 и до ареста был в УПА. Сначала занимал должность командира четы и одновременно — заместителя командира «первой сотни» УПА во главе «Яремой» (Никоном Семенюком). Подразделение активно участвовало в украинско-польском этническом конфликте, например: в расправе над польском населением в селе Углы и разгроме базы польской самообороны в Гуте Степанской. С августа являлся заместителем шефа штаба ВО «Заграва».
С января 1944 являлся шефом медслужбы в старшинской школе «Лесные черти». С приближением немецко-советского фронта школа переносилась в Волынскую область в район Владимира-Волынского, а затем ее расформировали.
В апреле 1944 Левкович повышен до звания хорунжего, в июне назначен командиром ВО-2 «Буг» в УПА-Запад, в октябре стал поручиком.
В феврале 1946 получил звание майора УПА, а в конце того же года ему присвоено звание полковника.
Командование Украинской повстанческой армии дало ему это звание посмертно, считая погибшим, хотя в это время Василия Левковича арестовали сотрудники МГБ Львовской области (17 декабря 1946). Он находился под следствием около года. Далее был заключен в тюрьме «на Лонцкого» во Львове, а с конца июля 1947 в следственной тюрьме МГБ в Киеве на ул. Короленко (теперь ул. Владимирская). Осужденный Военным трибуналом войск МВД Киевской области на 25 лет исправительно-трудовых лагерей. Отбыл весь срок наказания. Освобождён из «Дубравлага» 7 декабря 1971. На свободе требовал пересмотра приговора и признания его военнопленным, а не преступником
Будущая жена Левковича Ярослава Романина попала в Воркуту в 1952. Она была осуждена за деятельность в УПА. С десяти лет ссылки в Воркуте отбыла 7. В феврале 1957-го Василий и Ярослава сыграли свадьбу. 27 декабря 1957 у супругов родился сын Роман.
До распада СССР работал электриком на шахте № 7 в Червонограде, был инвалидом второй группы. Страдал от силикоза легких — шахтерского заболевания, вызванного вдыханием кремниевой пыли.
Реабилитирован 20 января 1997. Награждён Золотым крестом боевой заслуги УПА II класса 5 марта 2008. С 2008 г. Жил во Львове. Умер 13 декабря 2012 года.